# Viöl

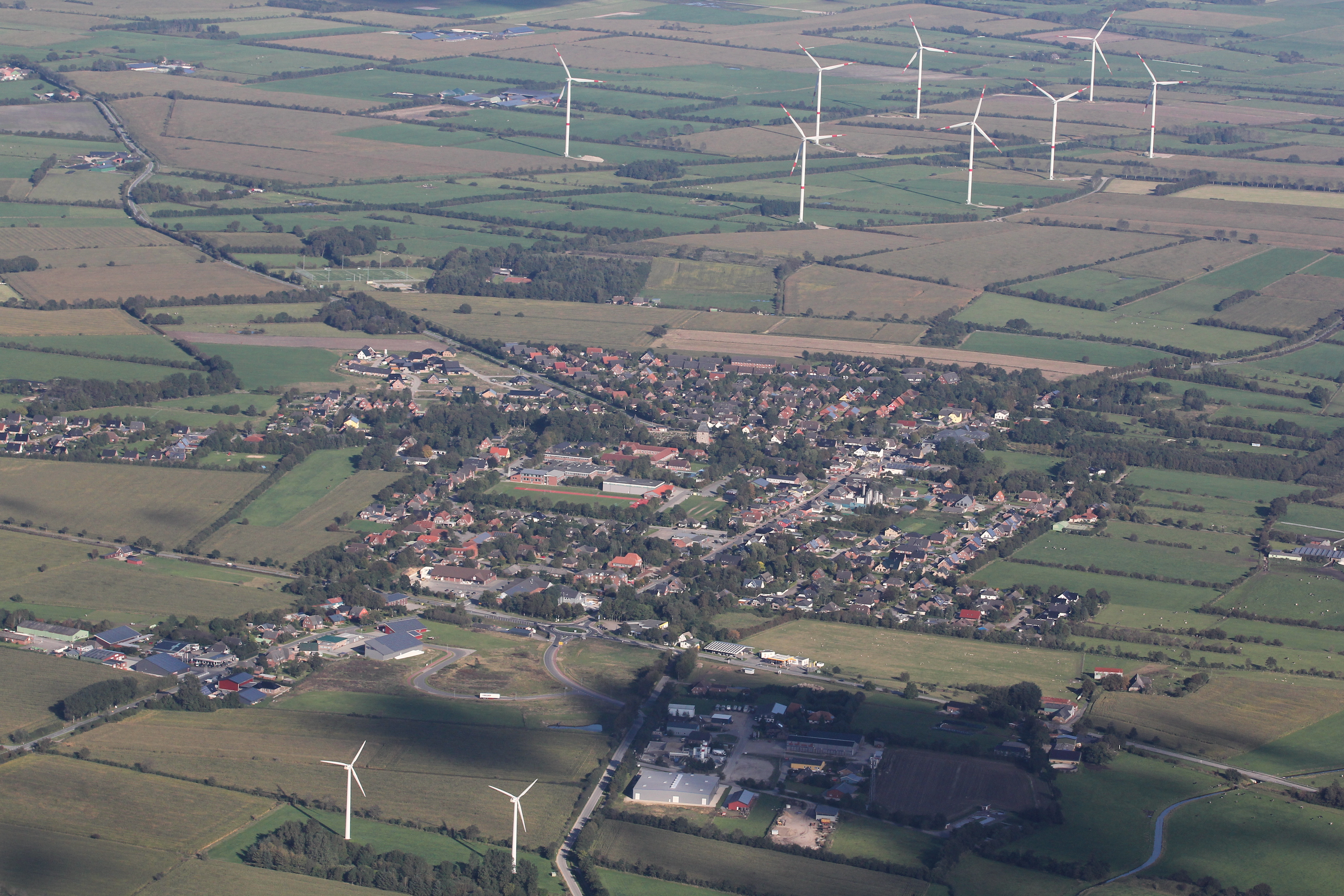
Luftbild von Viöl

Viöl (dänisch Fjolde, nordfriesisch Fjåål, niederdeutsch Viööl, jütländisch: Fjålj) ist eine Gemeinde im Kreis Nordfriesland in Schleswig-Holstein. Die Gemeinde ist Verwaltungssitz des gleichnamigen Amtes. Die schleswig-holsteinische Raumordnung stuft die Gemeinde als Ländlichen Zentralort ein.

## Geographie

### Geographische Lage
Das Gemeindegebiet von Viöl erstreckt sich im Naturraum Bredstedt-Husumer Geest (Haupteinheit Nr. 691) nordöstlich der bezeichneten nordfriesischen Kreisstadt am Oberlauf des Flusses Arlau sowie dem orographisch linken Zufluss Imme.

### Ortsteile
Die Gemeinde Viöl umfasst eine größere Zahl an Siedlungsplätzen, auch als Wohnplätze bezeichnet. Neben dem namenstiftenden Kirchdorf liegen ebenfalls die weiteren Dörfer Boxlund (dänisch Bokslund), Eckstock (dänisch Egstok oder auch Ekstok), Hochviöl (dänisch Højfjolde), Hoxtrup (dänisch Hokstrup) und Kragelund, die Häusergruppe Ackebroe (dänisch Agebro) und die Höfesiedlung Lurup im Gemeindegebiet.

### Nachbargemeinden
Das Gemeindegebiet von  Viöl wird unmittelbar eingegrenzt von den Gebieten der Gemeinden:
| Norstedt   | Haselund                                    | Sollwitt   |
| Ahrenshöft | Kompassrose, die auf Nachbargemeinden zeigt | Behrendorf |
| Olderup    | Immenstedt                                  |            |

## Geschichte
Der Ort Viöl wurde erstmals um 1389 dokumentiert und geht auf das altdänische Fialdæ (mdän. Fjåld) zurück, wobei sich das altdän. -ja- im Viöler Dänisch zu -jå- und -jo- weiterentwickelt hat und später entsprechend ins Deutsche als Viol übernommen wurde. Weiterhin wurde das /o/ vor einem /l/ im Niederdeutschen des 16. Jh. gerundet (ndt. Fjöl, neundt. Viöl), im Nordfriesischen dagegen nicht (nordfr. Fjåål). Der Ortsname gleicht der Ortsbezeichnung Fjeld in Djursland, welches eine Waldbezeichnung ist. Die Bedeutung ist Außenmark, unkultiviertes Feld (vgl. altnord. fjall für Hochland, Berg) und als solche verwandt mit dem dt. Feld. Der Name kann sich unter Verweis auf ähnliche Namen in der Umgebung (wie Ostenfeld) nicht nur auf den Ort, sondern auch auf den Landstrich beziehen.
Der Ortsname Eckstock (Egstok) ist erstmals 1483 dokumentiert worden und bedeutet Eichenstock, Eichenpfahl, Eichenstamm (Bauchstumpf der Eiche) zu dän. eg und ndt. eek für Eiche. Hoxtrup wurde 1483 erwähnt und bedeutet Dorf des *Hok (letzteres eine Nebenform zu hokki, -trup zu altdän. thorp und mndt. dorp für Dorf, Siedlung). Kragelund wurde im 15. Jh. als Kraalund erwähnt und geht auf dän. krage für Krähe (vgl. altnord. kráka) und lund für Hain, Gehölz in der Bedeutung Krähengehölz bzw. Krähenhain zurück.
Die Feldsteinkirche des Ortes wurde um 1100 auf dem Geestrücken als Wehrkirche errichtet. Heute ist jedoch nur noch das Portal original erhalten, der heutige Backsteinbau stammt größtenteils aus der Zeit um 1200, der Westturm wurde 1450 erbaut.
Im Jahr 1713, während des Großen Nordischen Krieges führte Zar Peter der Große seine Truppen persönlich und kam hierbei durch Viöl, wo er mit der Zarin im Pastorat nächtigte.
Im Jahr 1750 wurde an der Arlau westlich der heutigen B 200 eine Wassermühle errichtet. Die Windmühle, die bis 1951 im Betrieb war, stand seit 1870 an der 1842 erbauten Landstraße Husum-Flensburg. Sie wurde im September 2006 abgerissen, da das Gebäude baufällig war und nicht mehr genutzt werden konnte.
Bis um 1900 war der Ort von Heide und Wiesen umgeben, mit dem Bau der Eisenbahnstrecke von Husum nach Bredstedt und Flensburg wuchs er jedoch schnell. Aufgrund des zunehmenden motorisierten Individualverkehrs wurde die Strecke Husum-Flensburg 1959 stillgelegt.
Bei der Reichstagswahl 1933 hatte Viöl von allen Gemeinden im Deutschen Reich mit 93,1 Prozent das höchste Ergebnis für die NSDAP.
Das Kirchspiel Viöl war Teil der Nordergoesharde, welche bis 1785 vom Amt Flensburg verwaltet wurde, danach vom Amt Bredstedt. Nach der Gründung der preußischen Provinz Schleswig-Holstein 1866 wurde aus dem Gebiet des Kirchspiels Viöl eine Kirchspielslandgemeinde gebildet. Sie umfasste die sechzehn Dorfschaften Behrendorf, Bondelum, Boxlund, Brook, Eckstock, Haselund, Hoxtrup, Kragelund, Kollund, Löwenstedt, Norstedt, Ostenau, Pobüll, Sollwitt, Spinkebüll und Viöl. Am 1. April 1934 kam es zur Auflösung der Kirchspielslandgemeinde und ihre Dorfschaften, darunter auch Viöl, wurden zu Gemeinden. Am 1. Dezember 1934 wurde Viöl mit den Nachbargemeinden Boxlund und Eckstock zu einer neuen Gemeinde Viöl zusammengeschlossen.
In den Jahren nach dem Ende des Zweiten Weltkrieges wuchs der Ort vor allem durch Zuzug von Heimatvertriebenen, und der Strukturwandel weg von der Landwirtschaft veränderte seinen Charakter.
Am 1. Juli 1976 wurden die damaligen Gemeinden Hochviöl und Hoxtrup eingegliedert.

## Sprachen
Bis ins 20. Jahrhundert wurde in Viöl und Umgebung noch eine abgesonderte Variante des südjütischen Dialektes gesprochen. Die letzte Sprecherin dieser Mundart, des Viöl-Dänischen, Viölsch oder Fjoldemål, starb 1937. Andere Formen des Südjütischen werden noch in Nordschleswig und in grenznahen Gemeinden zwischen Flensburg und Niebüll gesprochen.

## Religion
In Viöl gibt es eine evangelisch-lutherische Kirchengemeinde. Ihre Kirche ist die St.-Christophorus-Kirche, die im 12. Jahrhundert, zunächst als Feldsteinkirche, errichtet wurde. Auf dem Dachboden wurde als Zufallsfund die Viöler Madonna entdeckt, die im Original im Stadtmuseum von Flensburg steht. In der Viöler Kirche wurde sie durch eine Kopie ersetzt.

## Politik

### Gemeindevertretung
Bei der Kommunalwahl am 14. Mai 2023 wurden insgesamt 13 Sitze vergeben. Von diesen erhielt die CDU 7 Sitze und die Aktive Wählergemeinschaft Viöl 6 Sitze.

### Bürgermeister
Von 2013 bis 2020 war Heinrich Jensen (CDU) zum Bürgermeister gewählt. Er folgte damit auf Hans Jes Hansen (CDU), der das Amt zuvor 31 Jahre innehatte. In den Jahren von 2020 bis 2023 war Heinrich Schmidt-Durdaut (CDU) Bürgermeister der Gemeinde. Für die Wahlperiode 2023–2028 wurde Telse Dierks (CDU) zur neuen Bürgermeisterin gewählt.

### Wappen
Blasonierung: „Von Silber und Gold durch einen blauen Wellenbalken schräglinks geteilt. Oben ein rotes Prankenkreuz, unten sechs rote sechsstrahlige Sterne.“

## Wirtschaft und Infrastruktur

### Allgemeines
Als ländlicher Zentralort verfügt Viöl über ein umfangreiches Angebot an Dienstleistungs- und Einzelhandelsbetrieben.

### Öffentliche Einrichtung
Die Gemeindefeuerwehr Viöl gliedert sich in zwei Ortswehren. Es handelt sich hierbei um die Freiwillige Feuerwehr Viöl und ebensolche von Hoxtrup. Es besteht auch eine Jugendfeuerwehr. Die Gemeindewehr bildet einen wichtigen Bestandteil der Feuerwehren im Amt Viöl. Neben den „normalen“ Aufgaben wird in Viöl auch die Grundausbildung der Feuerwehrangehörigen durchgeführt. Es werden der Amtswehrführer und ein Zugführer sowie der stellvertretende Bereitschaftsführer der Feuerwehrbereitschaft gestellt.

### Bildung
Die Gemeinde ist Sitz des gleichlautenden Schulverbands. Dieser ist Schulträger der Grund- und Gemeinschaftsschule Viöl – Ohrstedt – Haselund.

### Verkehr
Durch die Dorflage der Gemeinde verläuft die Bundesstraße 200 von Husum nach Flensburg. In Viöl wird sie (seitlich versetzt) gekreuzt von der schleswig-holsteinischen schleswig-holsteinischen Landesstraße 28 von Bredstedt nach Böel bei Süderbrarup.
Im Öffentlichen Personennahverkehr ist Viöl über die Buslinie R14 mit Husum und Flensburg verbunden. Die Linie nach Husum verkehrt von Montag bis Freitag tagsüber vollständig im Stundentakt; nach Flensburg ist dieser vormittags auf einen Zweistundentakt reduziert. Ausgehend von der zentralen Umsteigehaltestelle Viöl ZOB verkehrt der Rufbus in die benachbarten Gemeinden des Amtes Viöl.

## Persönlichkeiten
Söhne und Töchter der Gemeinde
- Christian Franzen (1863–1923), Fotograf
- Hermann Hansen (1898–1973), Politiker (NSDAP)